# Atlantisralle

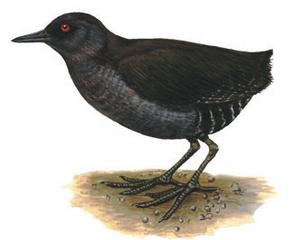
Atlantisralle

Die Atlantisralle (Laterallus rogersi, Syn.: Atlantisia rogersi) ist ein kleiner Vogel aus der Familie der Rallen (Rallidae) und der Ordnung der Kranichvögel. Sie ist der kleinste noch lebende flugunfähige Vogel.

## Beschreibung
Die Atlantisralle kommt ausschließlich auf der Insel Inaccessible vor, welche zur Inselgruppe Tristan da Cunha gehört. Im Gegensatz zu vielen anderen Inseln wurden auf Inaccessible Island bis dato keine nichtansässigen Räuber eingeschleppt, was die stabile Population der Ralle auf der Insel erklärt. Viele andere flugunfähige Vögel, einschließlich des noch kleineren Stephenschlüpfers (Xenicus lyalli), sind aus ähnlichen Lebensräumen durch eingeschleppte Räuber verschwunden.
Die Ralle hat ein Durchschnittsgewicht von 40 g und eine Durchschnittslänge von 14 cm. Sie hat einen rostbraunen Rücken und eine dunkelgraue Brust mit einem kurzen schwarzen Schnabel und roten Augen (siehe Darstellungen). Sie bevölkert die gesamte Insel, Grasland und offene Farnbusche werden aber bevorzugt. Ihre Nahrung beinhaltet Würmer, Falter, Früchte und Samen.
Ein Gelege von meist zwei Eiern wird zwischen Oktober und Januar angelegt. Die Küken sind durch Räuber, wie z. B. die Tristandrossel (Nesocichla eremita), gefährdet.

## Verwandte Arten
Die flugunfähige Ascension-Ralle (Mundia elpenor), welche um 1700 verschwand, wurde durch den Reiseberichterstatter und Hobbynaturkundler Peter Mundy erstmals um 1656 erwähnt und kurz beschrieben. Die St.-Helena-Ralle (Aphanocrex podarces) verschwand vor 1600 und konnte dadurch nie wissenschaftlich erfasst werden. Die St.-Helena-Ralle wurde als nahe Artverwandte der Atlantisralle betrachtet. Da sie sich aber doch unabhängig entwickelt haben (die St.-Helena-Ralle ist genau genommen nicht sehr nahe verwandt), ist aus ihnen jeweils eine separate Gattung hervorgegangen. Beide Arten wurden durch die Einschleppung von Räubern, im Wesentlichen Katzen und Ratten, ausgerottet.

## Entstehung und Herkunft
Da die Insel 2.800 km vom südafrikanischen und 3.200 km vom brasilianischen Festland entfernt ist, ist unklar, wie die Atlantisralle auf die einzige Insel gelangt sein soll, auf der sie heute lebt. Theorien, sie sei eingeflogen und habe erst hier ihre Flugfähigkeit in einem geologischen Zeitraum hunderttausender Jahre verloren oder sei, immer schon flugunfähig, mit Treibgut hierhergelangt, können so wenig entschieden werden wie die Frage, von welchem Kontinent her (da Nachbarinseln als Möglichkeit ausscheiden) die Art eingewandert ist.
Neuere Forschungen zur zweiten Frage mittels phylogenetischer Analyse der DNA kommen zu dem Schluss, dass die Atlantisralle vom südamerikanischen Fleckensumpfhuhn (Porzana spiloptera) abstammt und wie letztere Art somit auch der Gattung Laterallus zuzuordnen ist.

## Einzelbelege
1. ↑  Daniel Lingenhöhl: Geheimnis des »Atlantis«-Vogels geklärt auf Spektrum.de vom 2. November 2018.
2. 1 2  Martin Stervander, Peter G. Ryan, Martim Meloc, Bengt Hansson: The origin of the world’s smallest flightless bird, the Inaccessible Island Rail Atlantisia rogersi (Aves: Rallidae), in: Molecular Phylogenetics and Evolution, Volume 130, Januar 2019, S. 92–98.
3. ↑  Martin Walters: Die Signale der Vögel - Was Vögel über die Umwelt verraten. Haupt, Bern 2011, ISBN 978-3-258-07682-9, S. 146.